# イェンス・ミューラー
イェンス・ミューラー（Jens Müller、1965年7月6日 - ）は、東ドイツ、ライプツィヒ県（現在のザクセン州北部）トルガウ出身のリュージュ選手である。
1988年カルガリーオリンピックでは金メダルを獲得、10年後の1998年長野オリンピックでは銅メダルを獲得した。リュージュ世界選手権では4度優勝を果たしている。